# ديفيد ماكديرموت
ديفيد ماكديرموت (بالإنجليزية: David McDermott) (6 فبراير 1988 في المملكة المتحدة - ) هو لاعب كرة قدم بريطاني في مركز جناح. لعب مع نادي والسول ونادي يورك سيتي ونادي راشل أوليمبيك وHalesowen Town F.C. ‏ وتيلفورد يونايتد ونادي كيدرمينستر هاريرز لكرة القدم ونادي ووستر سيتي ونادي ستوربريدج.

## وصلات خارجية
- ديفيد ماكديرموت على موقع قاعدة بيانات كرة القدم.إي يو (الإنجليزية)
- ديفيد ماكديرموت على موقع Soccerbase.com (لاعب) (الإنجليزية)